# Potamites apodemus
Potamites apodemus är en ödleart som beskrevs av  Thomas Marshall Uzzell, Jr. 1966. Potamites apodemus ingår i släktet Potamites och familjen Gymnophthalmidae. IUCN kategoriserar arten globalt som livskraftig. Inga underarter finns listade i Catalogue of Life.